# Giovanni Antonio Pellegrini
Giovanni Antonio Pellegrini (29 de abril de 1675 – 2 ou 5 de novembro de 1741) foi um dos principais pintores venezianos de pintura histórica do início do século XVIII. Seu estilo mesclava o Renascimento de Paolo Veronese com o Barroco de Pietro da Cortona e Luca Giordano. Ele viajou extensivamente para cumprir comissões que o levaram à Inglaterra, aos Países Baixos Meridionais, à República Holandesa, Alemanha, Áustria e França. É considerado um importante precursor de Giovanni Battista Tiepolo. Um de seus alunos foi Antonio Visentini.

## Vida
Pellegrini nasceu em Veneza. Seu pai, também chamado Antonio, era um sapateiro de Pádua. Pellegrini foi aluno do pintor milanês Paolo Pagani. Viajou com seu mestre para a Morávia e Viena em 1690 e estava de volta a Veneza em 1696, onde pintou suas primeiras obras sobreviventes. O trabalho de seu compatriota veneziano Sebastiano Ricci teve uma importante influência em sua obra. Esteve em Roma de 1699 a 1701. Casou-se com Angela Carriera, irmã de Rosalba Carriera, por volta de 1704. Pellegrini decorou a cúpula acima da escadaria na Scuola Grande di San Rocco em 1709.

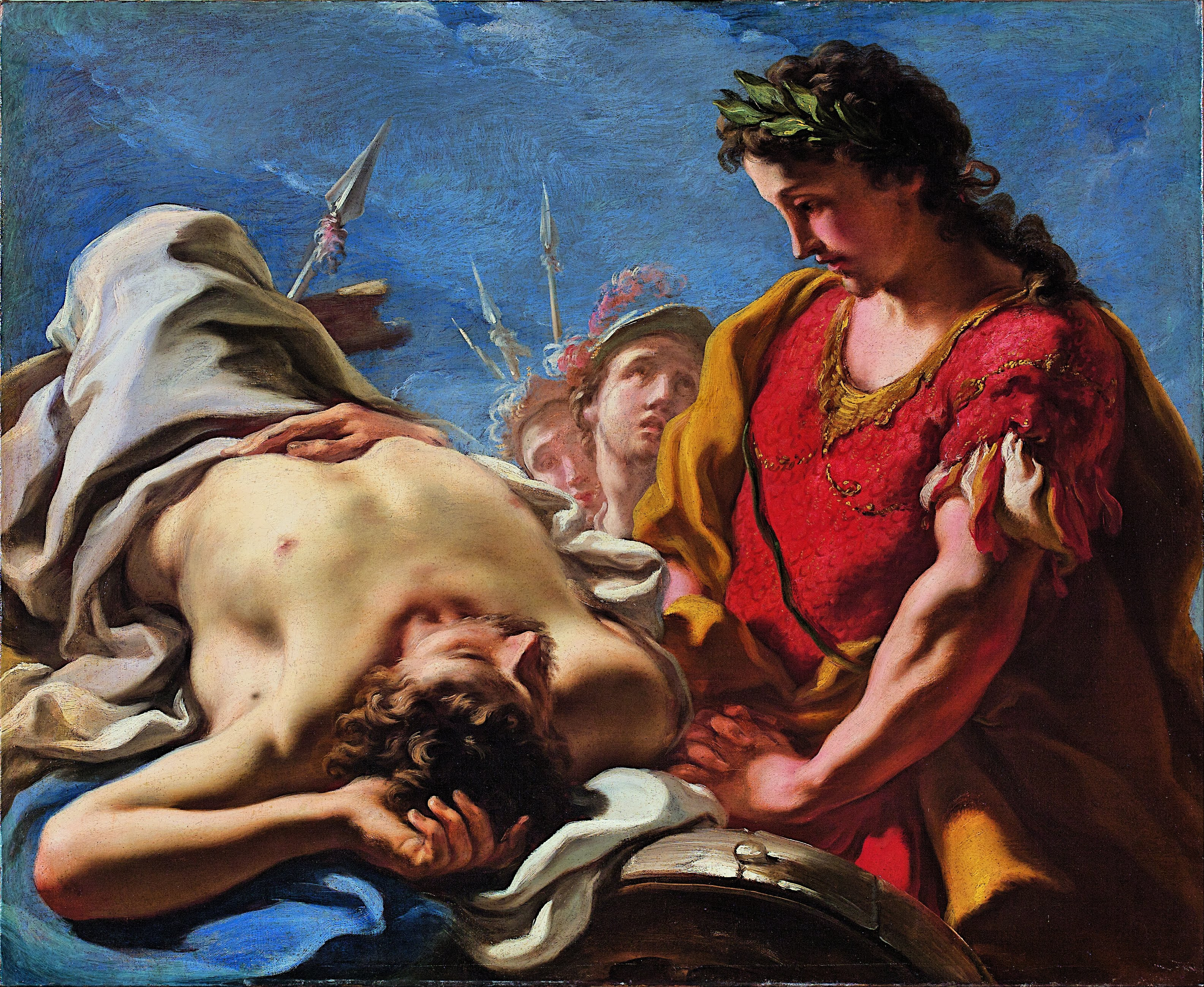
Alexandre diante do cadáver de Dario

Pellegrini visitou a Inglaterra de 1708 a 1713 a convite do Conde de Manchester. Lá alcançou considerável sucesso. Pintou murais em várias mansões rurais inglesas, incluindo o Castelo de Kimbolton para o Conde de Manchester, Castle Howard (onde grande parte de seu trabalho foi destruída por um incêndio em 1940) e Narford Hall, Norfolk, para Sir Andrew Fontaine. Michael Levey, descrevendo as pinturas de Pellegrini na escadaria de Kimbolton, diz que, embora pintadas diretamente na parede em óleo, "elas têm toda a espontaneidade e leveza do afresco". Em Londres, trabalhou em 31 St James's Square para o Duque de Portland, onde George Vertue anotou em seus cadernos "o salão e a escadaria e uma ou duas das grandes salas".
Tornou-se diretor da Academia de Sir Godfrey Kneller em Londres em 1711. Apresentou projetos para decorar a cúpula interior da nova Catedral de São Paulo, e diz-se que foi o pintor favorito de Christopher Wren. Ele não ganhou a comissão, perdendo para Sir James Thornhill.

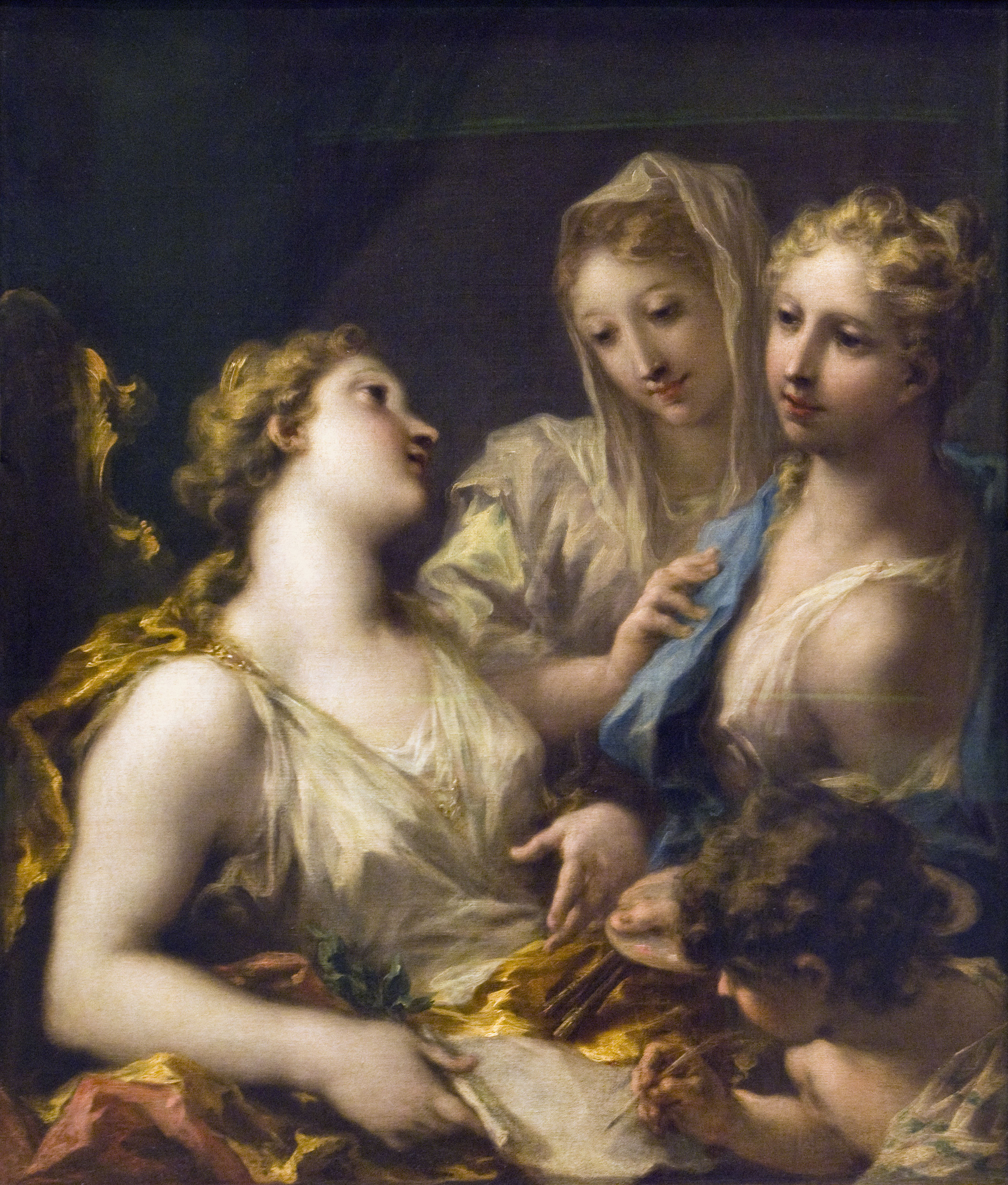
A Modéstia Apresentando a Pintura à Academia

Posteriormente, Pellegrini viajou pela Alemanha e Países Baixos, colecionando pinturas do Norte enquanto viajava e completando obras em muitas cidades europeias. Em 1713-4 esteve em Düsseldorf, onde pintou uma série de cenas alegóricas da vida do eleitor Johann Wilhelm. Ele decorou a Sala Dourada no Mauritshuis em Haia, e realizou outros esquemas decorativos em Praga, Dresden e Viena. Retornou à Inglaterra em 1719, mas foi menos bem-sucedido em sua segunda visita, principalmente devido à concorrência de outros pintores venezianos, incluindo Sebastiano Ricci.
Por volta de 1720 pintou o teto do Banco de John Law em Paris (desde então destruído).